# چارلز والیس

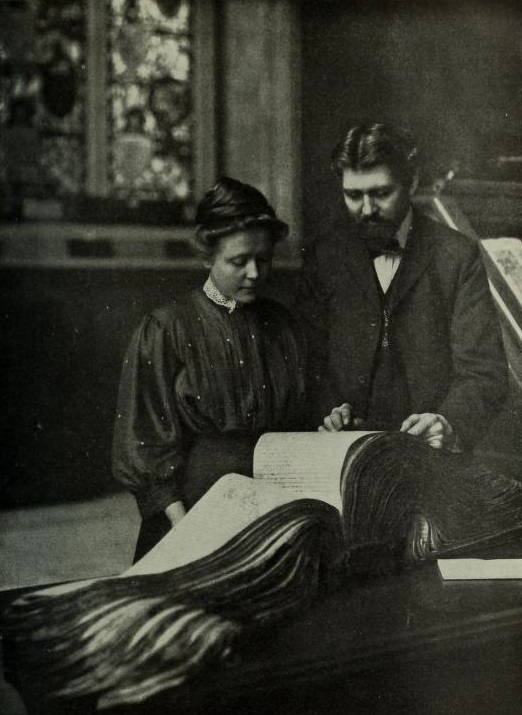
پروفسور چارلز والیس

چارلز والیس (به انگلیسی: Charles Wallace) بازیکن فوتبال زادهٔ ۲۰ ژانویه ۱۸۸۵ اهل کشور انگلستان که سابقهٔ بازی در تیم ملی فوتبال انگلستان را در کارنامهٔ خود دارد. وی در تاریخ ۱۷ مارس ۱۹۱۳ نخستین بازی ملی خود را در مقابل تیم ملی فوتبال ولز انجام داد و با حضور در ۳ بازی ملی، در تاریخ ۱۰ آوریل ۱۹۲۰ واپسین بازی ملی‌اش را در برابر تیم ملی فوتبال اسکاتلند برگزار کرد.